# Kokolik
Il Kokolik (in inglese Kokolik River; in lingua inupiaq: Qaqalik) è un fiume degli Stati Uniti d'America, situato nella regione North Slope dell'Alaska (borough di North Slope).  
Il nome inuit per il fiume definisce la pianta erbacea edibile Bistorta vivipara. Una variante del nome, Kepizetka (qipigsatqaq), registrata su una mappa inuit alla fine del XIX secolo, significa "si attorciglia" o "storto".

## Descrizione
Il fiume nasce dai monti De Long, nella parte occidentale dei Monti Brooks, e scorre verso nord e nord-ovest. Sfocia nella laguna del Kasegaluk (separata dal Mare dei Ciukci da una serie di piccole isole), 1,6 km a est di Point Lay. Ha una lunghezza di 320 chilometri. 

## Geologia

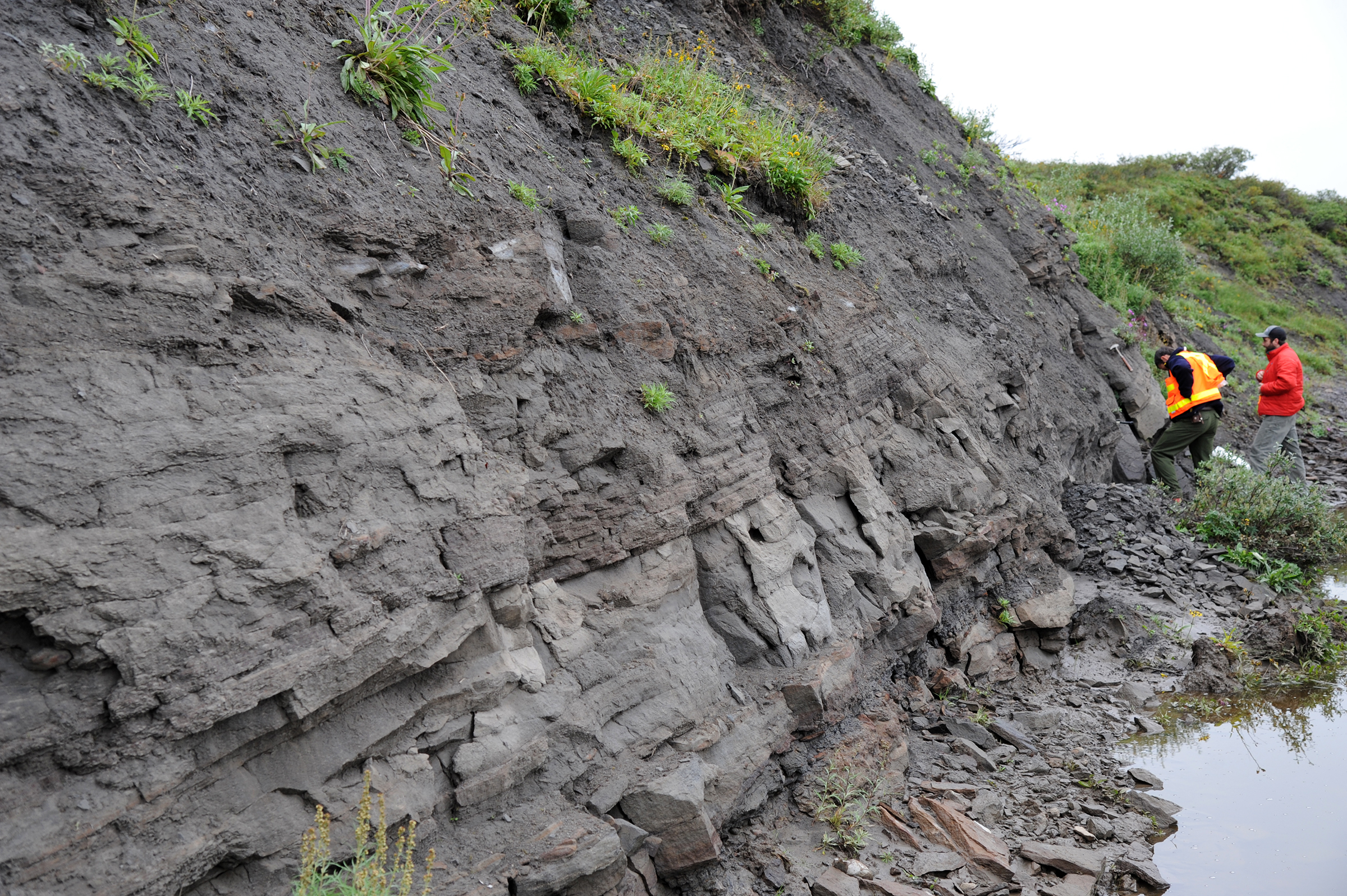
Arenaria satura di petrolio nella "Formazione Nanushuk"

Il fiume attraversa la Formazione Nanushuk nella parte occidentale della Riserva Petrolifera Nazionale dell'Alaska (NPR-A). L'arenaria contiene petrolio, che si pensa sia stato generato sotto il versante nord occidentale e migrato verso nord-est nella NPR-A.

## Storia
Nell'estate del 1977, un incendio nella tundra, apparentemente causato da un fulmine, arse 44 km² vicino al fiume Kokolik, a est di Point Lay. La vegetazione lungo il confine della riserva petrolifera (NPR-A) è bruciata durante un periodo eccezionalmente secco nella regione. Il sito era il più a nord in cui l'Ufficio per la gestione del territorio avesse mai combattuto un incendio nella tundra.